# Ego Brønnum-Jacobsen
Ego Brønnum-Jacobsen (* 24. März 1905 in Kopenhagen; † 25. März 1978 ebenda) war ein dänischer Schauspieler.

## Leben
Ego Brønnum-Jacobsen hatte im Jahr 1925 sein Theaterdebüt. Von 1927 bis 1932 und von 1936 bis 1941 war er festes Ensemblemitglied am Odense Teater, dessen Pressesprecher er auch zeitweise war. Während des Zweiten Weltkriegs trat er als Clown und Zauberer auch in Norwegen, Schweden, Großbritannien und Frankreich im Zirkus auf. Er spielte auch am Folketeatret. Von 1960 bis 1972 war er festes Ensemblemitglied am Königlichen Theater Kopenhagen.
Von 1933 bis 1974 trat er als Schauspieler vor der Kamera in kleinen Rollen in über 60 Film-und-Fernsehproduktionen auf.
Ego Brønnum-Jacobsen starb am 25. März 1978, einen Tag nach seinem 73. Geburtstag, in Kopenhagen. Seine Grabstätte befindet sich auf dem Bispebjerg-Kirkegard.

## Filmografie (Auswahl)
- 1933: Københavnere
- 1935: Week-end
- 1942: Natekspressen P903
- 1947: Verflixte Rangen (De pokkers unger)
- 1950: Lyn-fotografen
- 1951: Sittenpolizei greift ein (Unge piger forsvinder i København)
- 1951: Dorte
- 1954: Liebe auf vier Rädern (Det er så yndigt at følges ad)
- 1959: Helle for Helene
- 1959: Heimweh nach dem Silberwald (Paw)
- 1960: Panik im Paradies (Panik i paradis)
- 1961: Komtessen
- 1961: Einer unter vielen (Een blandt mange)
- 1965: Matador
- 1968: Die Olsenbande (Olsen-banden)
- 1971: Pelsen
- 1972: Studentenfutter (Rektor på sengekanten)